# Мужук Леонід Петрович
Мужук Леонід Петрович (нар. 15 листопада 1946, с. Мусіївка, Ружинський район, Житомирська область, УРСР, СРСР) — радянський і український організатор кіновиробництва, сценарист, кінодраматург, кінорежисер, журналіст. Лауреат Державної премії УРСР ім. Т. Г. Шевченка (1989). Заслужений діяч мистецтв України (1996). Народний артист України (2008).
Член Національної спілки кінематографістів України і Національної спілки журналістів України.

## Життєпис
Народився в селянській родині. Закінчив філологічний факультет Київського державного університету ім. Т. Г. Шевченка (1970).
Працював на посадах:
- літературного працівника Київської кіностудії художніх фільмів імені Олександра Довженка;
- редактора, головного редактора, генерального директора Української студії телевізійних фільмів;
- головного редактора Української студії хронікально-документальних фільмів;
- заступника головного директора програм Українського телебачення;
- заступника генерального директора по телебаченню Київської державної регіональної телерадіокомпанії,
- радника голови Державного комітету інформаційної політики, телебачення та радіомовлення України,
- заступника голови правління Національної спілки кінематографістів України,
- першого заступника генерального директора з творчих питань ДТРК «Культура».

На Укркінохроніці відбулося становлення як сценариста. А на Укртелефільмі реалізував декілька відомих проектів, серед яких: документальний серіал «Чорнобиль: Два кольори часу» (1986–1988) (сценарій у співавт.); історично-документальне дослідження про «розстріляне відродження» та голодомор — телесеріал «Українська ніч 33-ого» (1993—1995) (продюсер, один із сценаристів та автор тексту); документальна дилогія «Спогад про УПА» (1994—1995) (співавтор сценарію, співрежисер та автор тексту).
Як продюсер і співавтор сценарію здійснив ігрові проекти: художні телесеріали «Пастка» (1993) та «Злочин з багатьма невідомими» (1993, за мотивами творів Івана Франка «Перехресні стежки» та «Основи суспільності») і вітчизняний серіал «Роксолана» (1996).
Автор-режисер документальних фільмів: «Довга дорога до Святої гори» (2000), «Три дні щастя», «Чорнобильський час» (2006), дилогії «33-й» (2008)(«Материнський спогад» і «Материнський заповіт»), короткометражного фільму Дніпровська балада та інших.
Автор-режисер і ведучий циклової телевізійної програми «Кіно і час».
Викладач, проф. Київського національного університету театру, кіно і телебачення імені І. К. Карпенка-Карого, Київського національного університету імені Тараса Шевченка.

## Нагороди, відзнаки
- Державна премія УРСР ім. Т. Г. Шевченка (1989) — разом з Х. Салгаником
- Заслужений діяч мистецтв України (1996)
- Народний артист України (2008)
- Премія імені В'ячеслава Чорновола за найкращу публіцистичну роботу в галузі журналістики[4] (2008)
- Премія імені Івана Франка в галузі інформаційної діяльності (2010)
- Відзнака «Симон Петлюра. Журналістика і Державність» (2021)[5]